# Préfet (Québec)
Au Québec, le préfet est le premier magistrat d'une municipalité régionale de comté (MRC). 

## Rôle
Le préfet est le président du conseil des maires d'une municipalité régionale de comté. Il possède le droit de trancher en cas d'égalité des votes sur une délibération de ce conseil. Le préfet est aussi à la tête du comité administratif du conseil.
Son mandat dure 2 ans, s'il a été élu par le conseil des maires, ou bien 4 ans s'il a été élu au suffrage universel. Il peut être destitué à la majorité absolue des voix de ses membres du conseil de la MRC.
Sauf exceptions, le préfet exerce, à l'égard de la municipalité régionale de comté, les mêmes pouvoirs qu'un maire à l'égard d'une municipalité locale. Son autorité s'exerce dans les limites prévues par la loi. De façon générale, c'est le conseil de la municipalité régionale de comté qui en est la véritable instance décisionnelle.

## Mode de nomination

### Élection par ses pairs du conseil
En vertu de la Loi sur l'organisation territoriale municipale, le préfet est choisi au scrutin secret par le conseil de la municipalité régionale de comté, parmi les maires qui y siègent.

### Élection au suffrage universel
Depuis 2001, les municipalités régionales de comté dites à « caractère rural » (c'est-à-dire celles en dehors de la Communauté métropolitaine de Montréal) peuvent changer le mode de nomination en décrétant par règlement  l'élection au suffrage universel de leur préfet. La population se prononce lors des élections municipales, en même temps que le choix du maire et des conseillers municipaux.
| Élections | Évolution | Nombre | Adoption du mode                                                      |
| --------- | --------- | ------ | --------------------------------------------------------------------- |
| 2001      | 2         | 2      | Les Pays-d'en-Haut et Le Haut-Saint-François                          |
| 2002      | 4         | 6      | Les Basques, Le Granit, La Haute-Gaspésie et Témiscouata.             |
| 2003      | 1         | 7      | La Vallée-de-la-Gatineau.                                             |
| 2005      | 1         | 8      | Kamouraska.                                                           |
| 2009      | 5         | 13     | La Matapédia, Maria-Chapdelaine, Minganie, Montcalm et Témiscamingue. |
| 2013      | 1         | 14     | Le Rocher-Percé.                                                      |
| 2017      | 2         | 16     | Manicouagan et Pontiac.                                               |
| 2021      | 2         | 18     | Les Collines-de-l'Outaouais et Le Domaine-du-Roy.                     |